# Czyżówka (Ostróda)
Czyżówka (deutsch Schießgarten) ist ein Ort in der polnischen Woiwodschaft Ermland-Masuren. Er gehört zur Gmina Ostróda (Landgemeinde Osterode in Ostpreußen) im Powiat Ostródzki (Kreis Osterode in Ostpreußen).

## Geographische Lage
Czyżówka liegt am Ostufer der Drewenz (polnisch Drwęca) im Westen der Woiwodschaft Ermland-Masuren, elf Kilometer westlich der Kreisstadt Ostróda (deutsch Osterode in Ostpreußen).

## Geschichte
Die zum Staatsforst Liebemühl (polnisch Miłomłyn) Försterei Schießgarten wurde als Gutsbezirk Schießgarten, Forst 1874 in den Amtsbezirk Bergfriede (polnisch Samborowo) im Kreis Osterode in Ostpreußen eingegliedert. Bis 1945 war die kleine Forstsiedlung dann ein Wohnplatz der Gemeinde Königlich Bergfriede, deren Name von 1928 bis 1945 ohne Zusatz war.
Als 1945 in Kriegsfolge das gesamte südliche Ostpreußen an Polen fiel, erhielt Schießgarten die polnische Namensform „Czyżówka“. Heute ist die Waldsiedlung (polnisch Osada leśna) in die Landgemeinde Ostróda (Osterode i. Ostpr.) im Powiat Ostródzki (Kreis Osterode in Ostpreußen) integriert, bis 1998 der Woiwodschaft Olsztyn, seither der Woiwodschaft Ermland-Masuren zugehörig.

## Kirche
Bis 1945 war Schießgarten in die evangelische Kirche Groß Schmückwalde (polnisch Smykowo) in der Kirchenprovinz Ostpreußen der Kirche der Altpreußischen Union, außerdem in die römisch-katholische Kirche Königlich Bergfriede (1928 bis 1945 Bergfriede, polnisch Samborowo) eingepfarrt.
Evangelischerseits ist der Bezug zur Kreisstadt bis heute geblieben, wobei die dortige Kirchengemeinde jetzt zur Diözese Masuren der Evangelisch-Augsburgischen Kirche in Polen gehört. Katholischerseits besteht die Zugehörigkeit zur Kirche in Samborowo – jetzt im Erzbistum Ermland gelegen – weiter.

## Verkehr
Czyżówka ist über eine Nebenstraße zu erreichen, die bei Samborowo von der Landesstraße 16 abzweigt und direkt dorthin führt. Die nächste Bahnstation ist ebenfalls Samborowo und liegt an der Bahnstrecke Toruń–Tschernjachowsk.